# Nguồn gốc đa vùng của người hiện đại

Mô hình nguồn gốc đa vùng của loài người. Các đường ngang biểu diễn dòng gen giữa các dòng dõi khu vực.

Thuyết Nguồn gốc đa vùng của người hiện đại, hay thuyết tiến hóa đa vùng (MRE, multiregional evolution), hoặc học thuyết đa trung tâm (polycentric theory), là một mô hình khoa học cung cấp một lời giải thích khác cho quá trình tiến hóa của loài người.
Thuyết tiến hóa đa vùng cho rằng loài người đã xuất hiện lần đầu tiên vào khoảng 2 triệu năm trước đây và sự tiến hóa của con người sau đó đã diễn ra trong phạm vi của một loài người liên tục và duy nhất. Loài này bao gồm tất cả các dạng của người cổ như Homo erectus, người Neanderthal cũng như người hiện đại, và phát triển trên toàn thế giới với các quần thể khác nhau của Homo sapiens sapiens.
Học thuyết này cho rằng các cơ chế của sự biến đổi dị biệt thông qua một mô hình "Trung tâm và Rìa" cho phép cho sự cân bằng cần thiết giữa trôi dạt di truyền, dòng gen và sự chọn lọc trong suốt thế Pleistocen, cũng như sự phát triển tổng thể như một loài toàn cầu, trong khi vẫn giữ lại khác biệt theo vùng trong một số đặc điểm hình thái. Những người ủng hộ quan điểm tiến hóa đa vùng sử dụng hóa thạch và dữ liệu về gen, và tính liên tục của các nền văn hóa khảo cổ học như là cơ sở hỗ trợ cho giả thuyết này.